# Mario Giarrusso

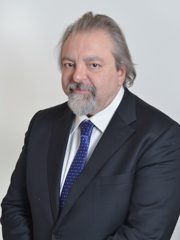
Senador Mario Giarrusso em 2018

Mario Michele Giarrusso (nascido a 25 de fevereiro de 1965) é um político italiano que serve como senador. Ele é membro do partido Italexit, após ter sido expulso do Movimento Cinco Estrelas.